# Feta
Feta er betegnelsen på en hvid græsk ost af komælk, fåremælk, sjældnere af fåre- og gedemælk (næsten aldrig af ren gedemælk) med halvfast til fast konsistens, og let til skarp salt smag. Osten anvendes i Danmark især på eller i salater, og i Grækenland spises den ofte med olie på eller på tomatsalat.

## Fremstilling
Pasteuriseret mælk (primært fåremælk, kan også tilsættes gedemælk, men aldrig komælk) opvarmes til lidt over 30 grader, tilsættes syrevækker (f.eks. lidt kærnemælk) og osteløbe. Efter ca. 30 minutter er mælken løbet sammen til en buddingeagtig konsistens. Den kan nu skæres i tern, og vallen kan løbe fra i ostelærred eller form til osten er så fast, at den kan skæres ud i skiver, blokke eller tern.
Osten bliver lagret i en saltlage i mindst 3 måneder, og den skal opbevares i denne, da den ellers mugner (blåskimmel)og bliver Roquefort-agtig i smagen, hvilket grækere ikke traditionelt bryder sig om, og osten betragtes da som ødelagt. Feta er sædvanligvis formet til firkantede blokke. Ostens fedtindhold varierer fra 30-60%, men de fleste har et fedtindhold på ca. 45%.
Feta kan også fremstilles ved, at mælken ultrafiltreres, for at opnå tilstrækkelig højt tørstofindhold til, at den ikke behøver udskille valle. Så tappes filtratet, sammen med osteløbe, direkte i pakningen. Denne type feta kaldes således "UF-feta" eller støbt feta.
Feta kan fremstilles af komælk, men for at få den specielle "feta-smag" må den da tilsættes et "lipase-enzym". Komælksfeta må nødvendigvis også tilsættes hvid farve (titandioxid), da den ellers ikke bliver hvid men gul.
Komælksfeta (f.eks. dansk feta) smager helt anderledes end fåremælksfeta (græsk feta), og der er i princippet tale om to helt forskellige produkter. Det danske produkt markedsføres nu som salatost.

## Oprindelse
Feta kendes tilbage fra antikken, og den bliver nævnt flere gange i Homer's Odysseen.
Navnet Feta (udtales på græsk "fættah") har sin oprindelse i det italienske ord "offa", som i diminutiv hedder "ofetta". Ordet betyder "en mundfuld", og er antaget af grækerne under det Byzantinske rige, hvor grækere og italienere (øst-romere og vest-romere som de kaldte sig på den tid) havde et nært samspil. Ordet er således italiensk og osten er græsk.
Ordet er på nygræsk kommet til at betyde en "skive", og refererer til processen med at skære osten i skiver når den skal spises. Osten lagres indtil da i tønder med saltlage i kuber på 1–3 kg.

## Navnestriden
Grækenland krævede eneret på betegnelsen feta ved EF-domstolen, idet man hævdede feta skulle være en beskyttet oprindelsesbetegnelse knyttet til Grækenland, på samme måde som parmaskinke kommer fra Italien og champagne fra Champagne-distriktet i Frankrig.
I 1996 gav Europa-Kommissionen Grækenland medhold, men afgørelsen blev omstødt af EF-domstolen i 1999 efter klage fra bl.a. Danmark, der klagede pga. udsigten til at tabe en betydelig indtægtskilde. I 2005 besluttede domstolen dog endeligt, at kun Grækenland må benytte navnet feta, og derfor måtte Tyskland og Danmark opgive betegnelsen. Helt præcis må kun gede- og fåreost fra Grækenlands fastland og Lesbos bruge betegnelsen.
Retten til navnet er af stor økonomisk betydning på grund af den store eksport til især Mellemøsten.

## Fetaens femten bud
I græske ostebutikker ses ofte et stort skilt med overskriften "De femten bud for FETA" (Ο δεκαπεντάλογος της ΦΕΤΑΣ). Dette omfatter de 15 forskrifter som feta skal overholde i henhold til græsk lov.
| Den græske originaltekst | Den græske originaltekst |
| --- | ------------------------ |
| Ο δεκαπεντάλογος της ΦΕΤΑΣ |                          |
| - Είναι κομμάτι της πολιτιστικής μας κληρονομιάς, που οφείλουμε, με κάθε θεμιτό τρόπο, να προστατεύουμε και να προβάλουμε. - Αποτελεί σημαντικό τμήμα του διαιτολογίου μας, καθώς καθένας μας καταναλώνει περισσότερα από 10 κιλά το χρόνο, κάτι που δεν συμβαίνει με κανένα άλλο τυρί στον κόσμο. - Αναγνωρίστηκε από την Ευρωπαϊκή Ένωση ως ελληνικό παραδοσιακό προϊόν Προστατευόμενης Ονομασίας Προέλευσης (Π.Ο.Π.). - Η πιστή εφαρμογή των νομοθετημένων προδιαγραφών της αποτελεί προϋπόθεση για τη συνέχιση της προστασίας της από την Ευρωπαϊκή Ένωση. - Θετικές προοπτικές για την εμπορική της επιτυχία διασφαλίζονται μόνο με υψηλή ποιότητα προϊόντας και ανταγωνιστικό κόστος. - Παρασκευάζεται και ωριμάζει αποκλειστικά και μόνο σε νομοθετικά οριοθετημένη γεωγραφική περιοχή, που συγκροτούν, η Θράκη, η Μακεδονία, η Ήπειρος, η Θεσσαλία, η Στερεά Ελλάδα, η Πελοπόννησος και ο νομός Λέσβου, από νωπό πρόβειο γάλα ή μίγματά του με γίδινο σε αναλογία μέχρι 30%, που παράγεται από φυλές ζώων εκτρεφόμενες παραδοσιακά στην παραπάνω περιοχή και των οποίων η διατροφή βασίζεται στη φυσική χλωρίδα - Ωριμάζει για τουλάχιστον 60 ημέρες . - Η υγρασία της δεν πρέπει να υπερβαίνει το 56%, ενώ η λιποπαριεκτικότητά της επί ξηρού πρέπει να είναι τουλάχιστον 43%. - Απαγορεύεται η παρασκευή της εκτός της νομοδετικά οριοδετημένης γεωγραφικής περιοχής παραγωγής της. - Απαγορεύεται η παρασκευή της εντός της οριοθετημένης περιοχής από πρόβειο και γίδινο γάλα που δεν παράγεται σε αυτήν. - Απαγορεύεται η παρασκευή της από άλλα είδη γάλακτος, εκτός του πρόβειου και του γίδινου. - Απαγορεύεται η προσθήκη στο γάλα της τυροκόμησης , αγελαδινού γάλακτος, συμπυκνωμένου γάλακτος, σκόνης γάλακτος , πρωτεϊνών γάλακτος και καζεϊνικών αλάτων . - Απαγορεύεται η χρήση αντιβιοτικών , συντηρητικών και χρωστικών σε όλα τα στάδια της παρασκευής της. - Απαγορεύεται να αναγράφονται επί της συσκευασίας της πληροφορίες και διατροφικοί ισχυριμοί που δεν ανταποκρίνονται στην πραγματικότητα και παραπληροφορούν τους καταναλωτές . - Απαγορεύεται με αγορανομική διάταξη , το τυρί στην ελληνική χωριάτικη σαλάτα να είναι άλλο εκτός άπό ΦΕΤΑ. |                          |

Teksten på dansk:
De femten bud for FETA
- Det er et stykke af vores kulturarv, som vi på enhver lovlig måde må beskytte og fremme.
- Det udgør en vigtig del af vores kost, fordi vi alle bruger mere end 10 kg per år, noget der ikke forekommer for nogen anden ost i verden.
- Anerkendt af Den Europæiske Union som et traditionelt græsk produkt med [beskyttet oprindelsesbetegnelse|beskyttet geografisk betegnelse].
- Den troværdige overholdelse af de vedtagne normer kræves for EU's fortsatte beskyttelse.
- Positive forudsætninger for en vellykket handel kun kan sikres ved et produkt af høj kvalitet med en konkurrencedygtig pris.
- Produceres og modnes udelukkende i et vist ved lov begrænset område, som består af det vestlige Thrakien, Makedonien, Epiros, Thessalien, det centrale Grækenland, Peloponnes og præfekturet Lesbos, af frisk fåremælk eller en blanding deraf med gedemælk i en mængde op til 30 %, som er produceret af racer, som traditionelt opdrættes i det førnævnte område og det med foder baseret på den naturlige flora.
- Lagres i mindst 60 dage.
- Vandindholdet må ikke overstige 56 %, mens det tørre fedtindhold skal være mindst 43 %.
- Fremstilling er forbudt uden de ved lov bestemte grænser for produktionsområderne.
- I det lovbestemte område er fremstilling af fetaost af fåre- og gedemælk, der ikke er produceret i området forbudt.
- Brug af andre typer mælk end fåre- og gedemælk er forbudt.
- Det er forbudt at tilsætte komælk, kondenseret mælk, mælkepulver, mælkeprotein og kasein til råvarerne, der bruges til ostefremstilling.
- Brug af antibiotika, konserveringsmidler og farvestoffer er i alle faser af produktionen forbudt.
- Det er også forbudt på emballagen at angive ernæringoplysninger, der er i modstrid med virkeligheden og vildleder forbrugerne.
- Ifølge handelspolitisk beslutning er det forbudt at bruge anden ost end feta i "Græsk bondesalat".